# 永康公園

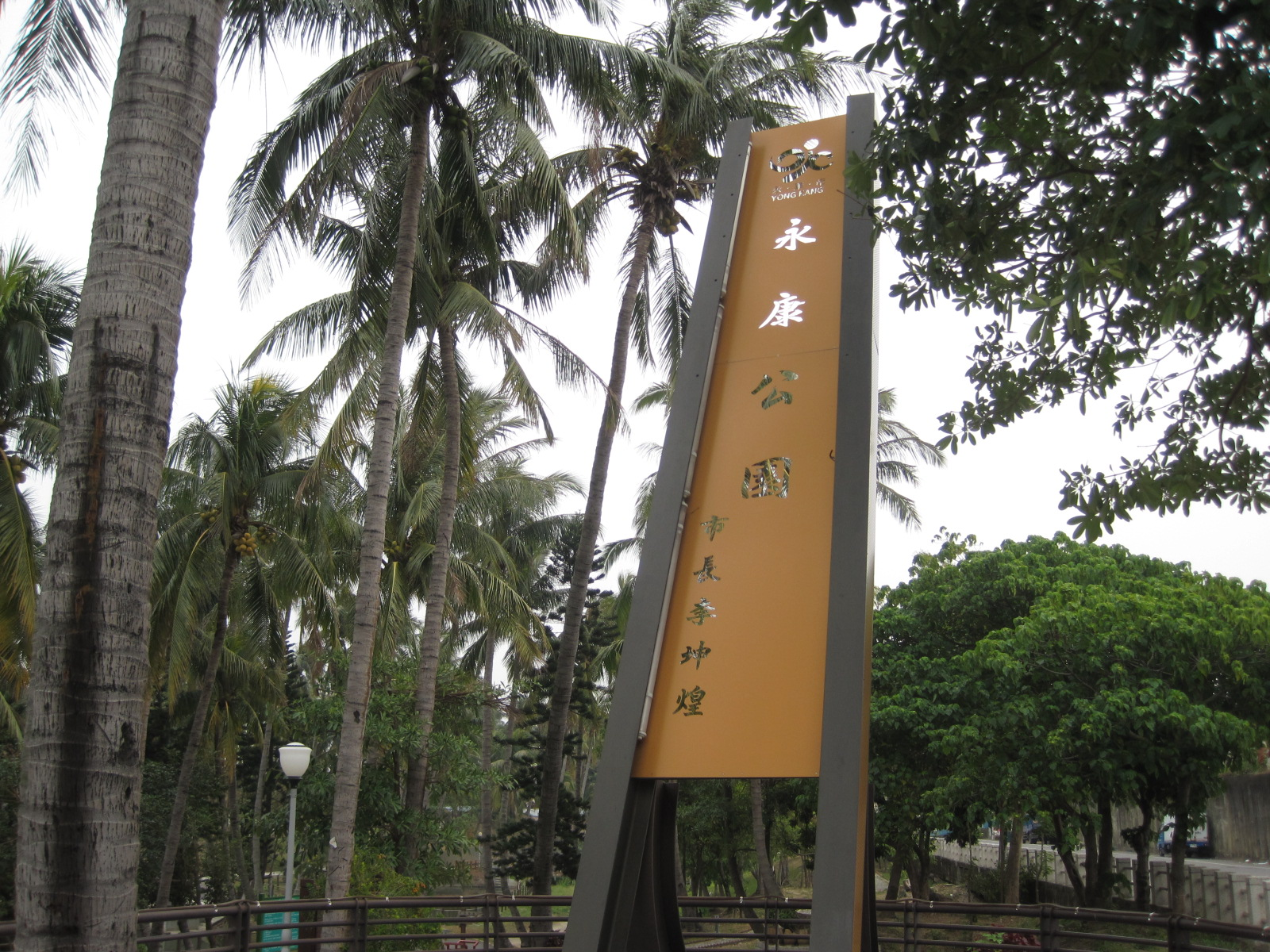
永康公園

永康公園位於台灣台南市永康區復國路、興國街旁，永仁高中附近，是台南市區重要的休閒公園及觀光地區。前身為已故中華民國總統蔣經國的行館——雲山農場，佔地約4.3公頃。現今名稱於2008年3月由市民（當時屬臺南縣永康市）票選而募得。公園內部地形起伏大，且有半天然的蓮花池，而原本的行館建築則保留下來成為經國紀念館。臺南市政府工務局2019年台南百花季主場地在此，為當地帶來大量觀光人潮。

## 沿革

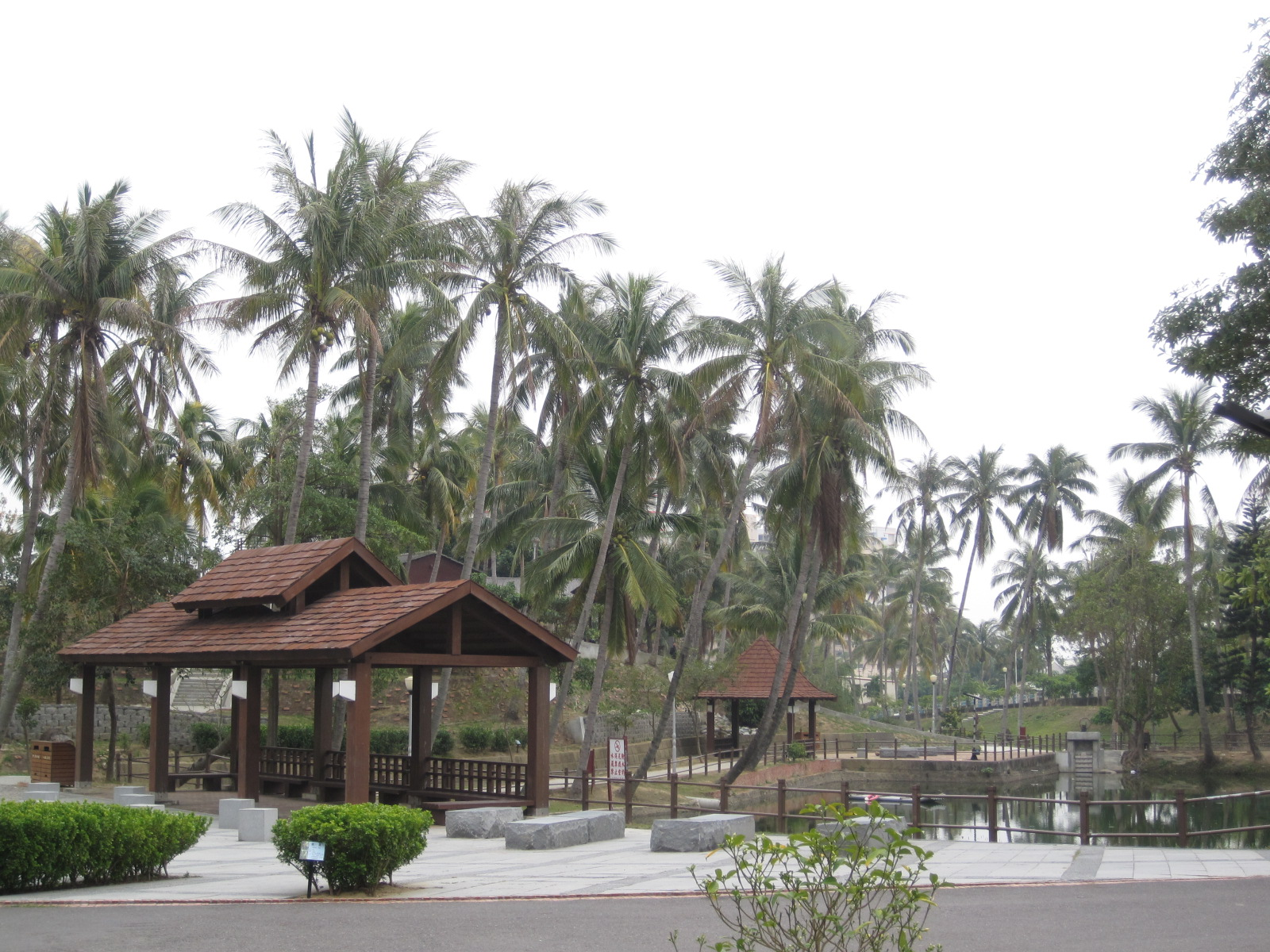
公園一景

永康公園原址為中華民國陸軍用地，於1951年由前中華民國外交部駐外農技團成員蔡清雲向財政部國有財產局承租開闢成「雲山農場」，裡頭種著蛋黃桃；與外界原以竹籬分隔，後來改成由九重葛、西印度櫻桃、可可等植物組成的綠色圍籬。由於蔡清雲為蔣經國民間友人，1960年代蔣經國南下巡視陸軍砲兵學校時常居於此處。
2000年，臺南縣永康市公所向蔡清雲之子蔡承穎接洽，隨後並陸續向臺南縣政府爭取新臺幣3400萬元經費將農場開闢成公園。公園初步於2006年完工、編號為公三公園，於2008年正式定為今名，園內「經國先生紀念館」則於2009年時開館。
臺南市永康區復興國民小學在推動校本課程─生態教育中，將永康公園豐富的生態環境列為戶外探索單元，設計豐富的課程，定期舉行戶外探索與路跑等活動

## 園內設施
公園前身的雲山農場是永康最後一塊保有原始造林風貌的綠地，而在改建成公園之後，原本近3公頃的桃樹林保留了少部分，此外還有大片椰林與綠地。而除了植栽之外，園內還有「經國先生紀念館」、兒童遊樂區與數座涼亭，此外還展示了一臺M48A3戰車。

## 圖片

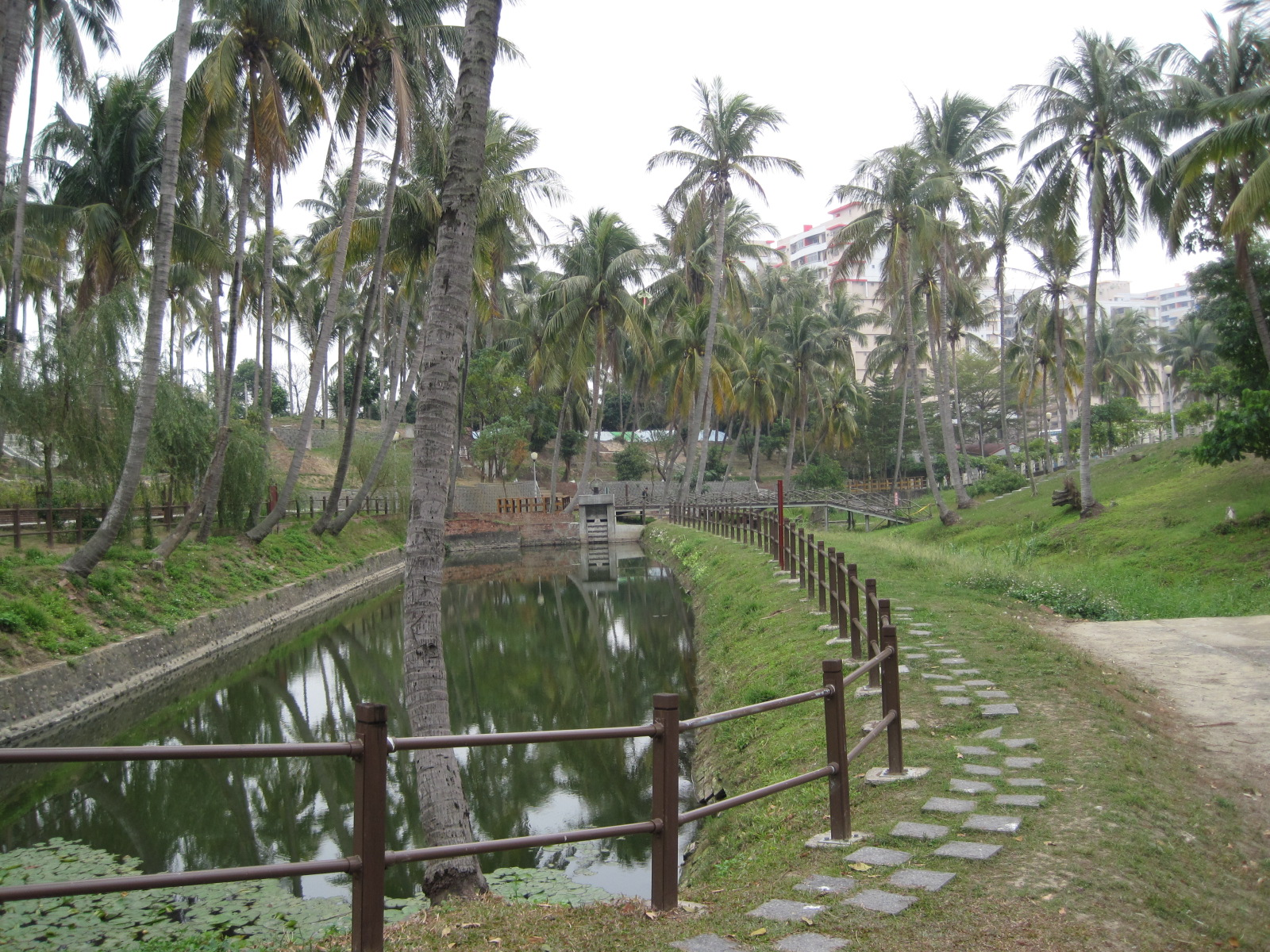
公園水池
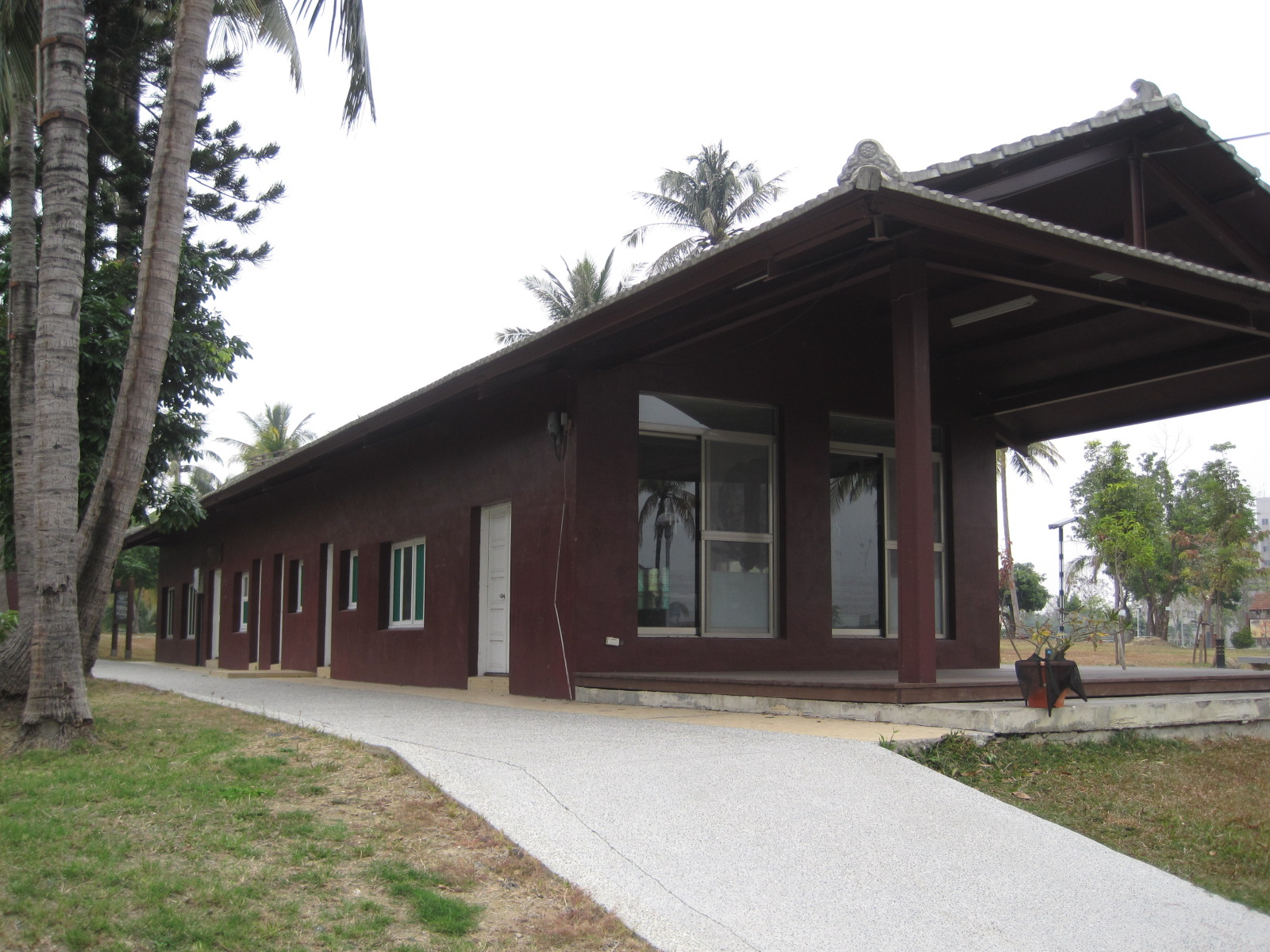
經國先生紀念館
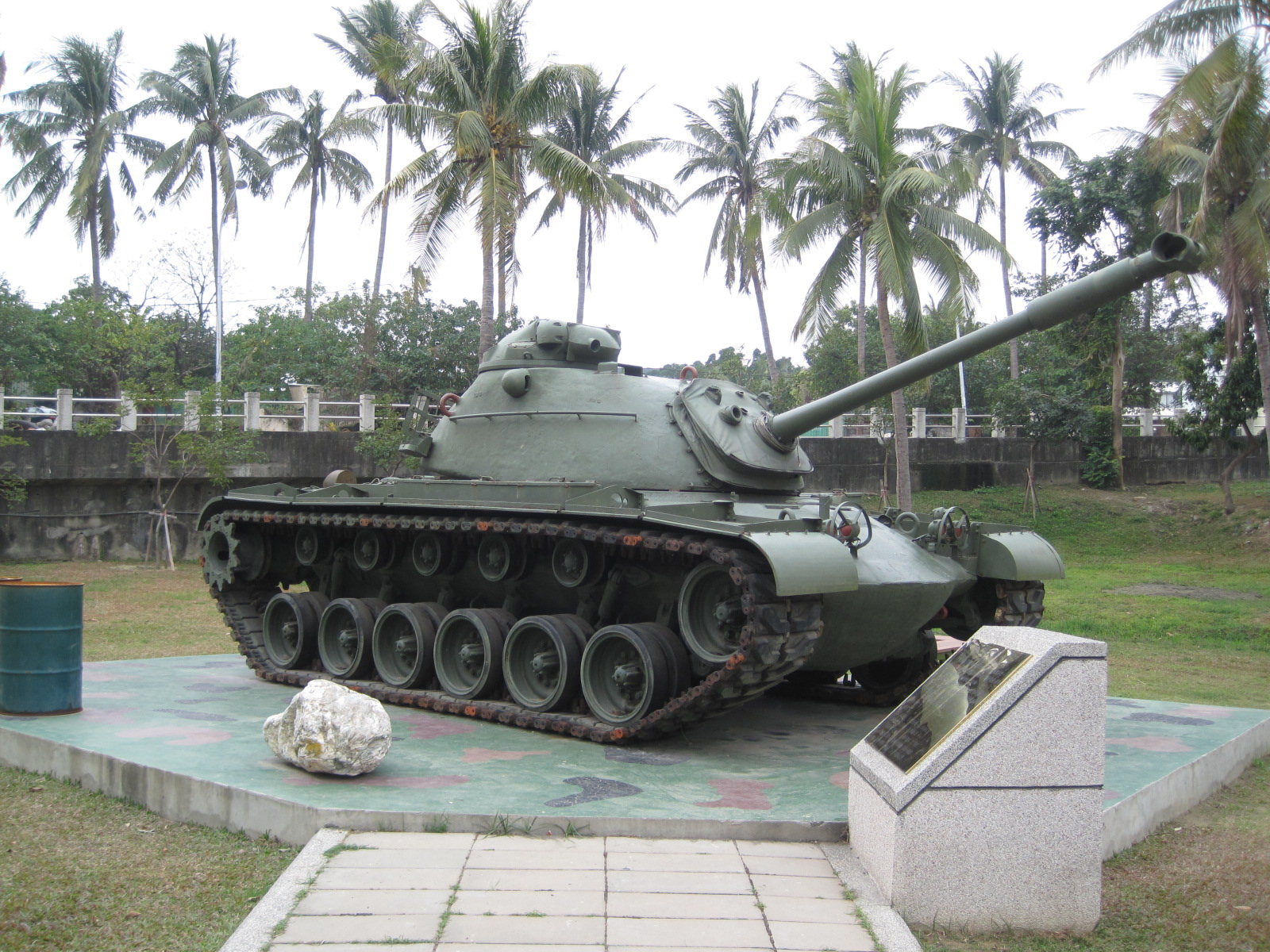
戰車
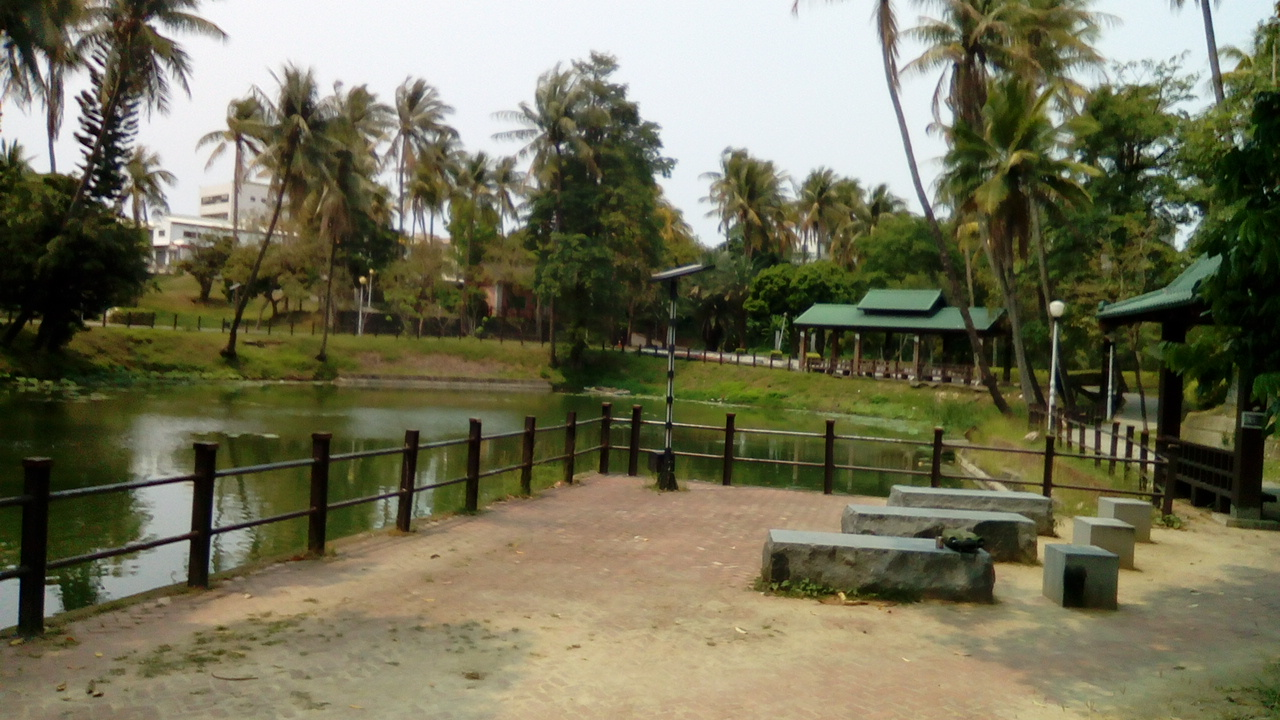
永康區永康公園

## 外部連結
- 永康公園 - 台南旅遊網 （页面存档备份，存于）